# شهرک عشایری شه مرادآباد
شهرک عشایری شه مرادآباد روستایی در دهستان چشمه زیارت بخش مرکزی شهرستان زاهدان، استان سیستان و بلوچستان ایران است.

## جمعیت
بر پایه سرشماری عمومی نفوس و مسکن در سال ۱۳۹۵ جمعیت این روستا ۴۰۵ نفر (۱۰۰خانوار) بوده‌است.